# Johann Aloys I. zu Oettingen-Spielberg

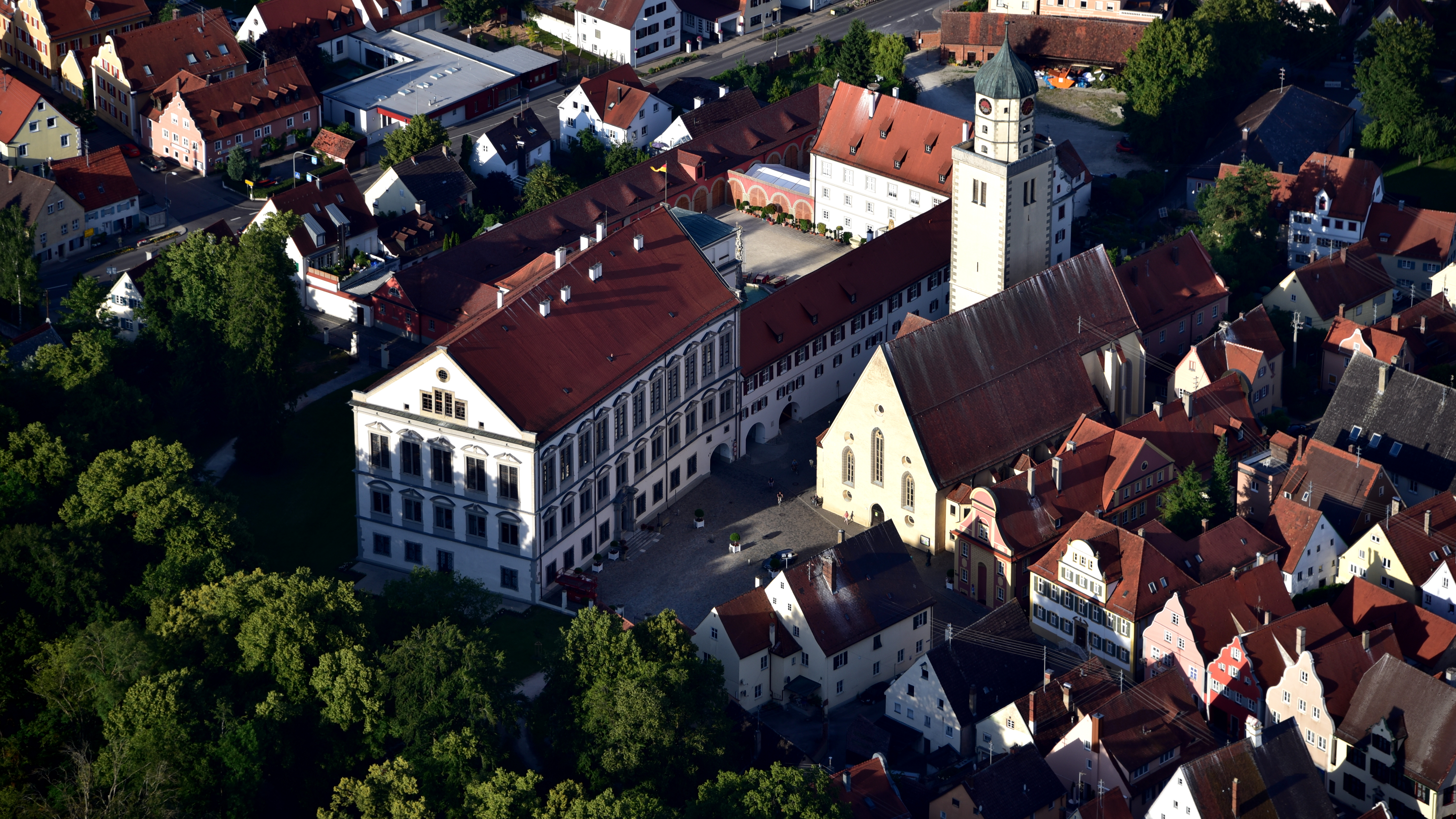
Schloss Oettingen und Kirche St. Jakob, Luftaufnahme (2016)

Johann Aloys I. Sebastian Ignaz Philipp zu Oettingen-Spielberg (* 18. Januar 1707 im Schloss Oettingen in Oettingen in Bayern; † 16. Februar 1780 ebenda) war ein deutscher Fürst.

## Leben

### Familie
Johann Aloys I. zu Oettingen-Spielberg war der Sohn von Fürst Franz Albrecht I. zu Oettingen-Spielberg (* 10. November 1663 in Oettingen in Bayern; † 3. Februar 1737 ebenda), 1688 kaiserlicher Kämmerer, 1715 kaiserlicher Geheimer Rat und Reichshofrat, sowie dessen Ehefrau Freiin Maria Johanna Margarethe (* 27. Juni 1672; † 25. April 1727 in Oettingen in Bayern), eine Tochter von Franz Ignaz Freiherr von Schwendi, Herr zu Hohenlandsberg (1628–1686). Sein Vater war am 18. Juli 1734 zum Reichsfürsten erhoben worden und seit diesem Tag 1. Fürst zu Oettingen-Spielberg.
Von seinen vierzehn Geschwistern sind namentlich bekannt:
- Maria Anna Katharina von Oettingen-Spielberg (* 21. September 1693 in Wien; † 15. April 1729 in Groß-Glogau, Schlesien) war Fürstin von Liechtenstein;
- Maria Josepha Theresia zu Oettingen-Spielberg (* 19. September 1694; † 21. August 1738), verheiratet mit Graf Hermann Frederick von Hohenzollern-Hechingen (1665–1733);
- Marie Friederike Rosalie zu Oettingen Spielberg (* 27. November 1699; † 15. Januar 1759), verheiratet mit Graf Karl Siegfried von Königsegg-Aulendorf (1695–1765);
- Maria Franziska Luise zu Oettingen-Spielberg (* 21. Mai 1703; † 1737), Ehefrau von Joseph Franz Ernst von Hohenzollern-Sigmaringen (1702–1769);
- Fürst Anton Ernst zu Oettingen-Spielberg (* 12. Februar 1712 in Oettingen in Bayern; † 23. Mai 1768 in Schwendi), verheiratet mit Maria Theresia Walpurga (* 25. Mai 1735; † 23. Dezember 1789), Tochter von Graf Friedrich Anton Marquard Eusebius von Waldburg zu Trauchburg (1700–1744);
- Maria Gertrud Friederica Therese zu Oettingen-Spielberg (* 17. April 1714 in Oettingen in Bayern; † 30. November 1771 in Wien), verheiratet mit Reichsgraf Joseph Maria Caspar von Wilczek (1700–1777), Wirklicher Geheimer Rat und Kämmerer, Herr auf Königsberg, Poruba, Polanka bei Königsberg, Gross-Pohlom im Landkreis Wagstadt, Polnisch-Ostrau, Hruschau, Michalkowitz, Hermanitz, Wirbitz, Muglinau, Konskau, Kostkowitz, sowie auf Kreuzenstein und Seebarn in Niederösterreich.

Johann Aloys I. zu Oettingen-Spielberg heiratete am 23. Mai 1735 in Watzdorf bei Rohrbach an der Gölsen in Niederösterreich, Prinzessin Theresia Maria Anna (19. Dezember 1713 in Wien; 14. Juli 1745 in Oettingen in Bayern), eine Tochter des Herzogs Leopold von Schleswig-Holstein-Sonderburg-Wiesenburg (12. Januar 1674 in Brieg; † 4. März 1744 in Wien), Geheimer Kaiserlicher Rat in Wien. Träger des Ordens vom Goldenen Vlies.
Gemeinsam hatten sie drei Töchter, von denen zwei das Erwachsenenalter erreichten:
- Maria Leopoldine Prinzessin zu Oettingen-Spielberg (* 28. November 1741; † 28. Februar 1795), verheiratet mit Ernst Christoph von Kaunitz-Rietberg, dem ältesten Sohn des Staatskanzlers Wenzel Anton von Kaunitz-Rietberg[2];
- Maria Eleonore Prinzessin zu Oettingen-Spielberg (* 7. Juli 1745 in Oettingen in Bayern; † 26. November 1812 in Wien), verheiratet mit dem kaiserlichen Feldmarschall Karl Borromäus von und zu Liechtenstein (1730–1789).

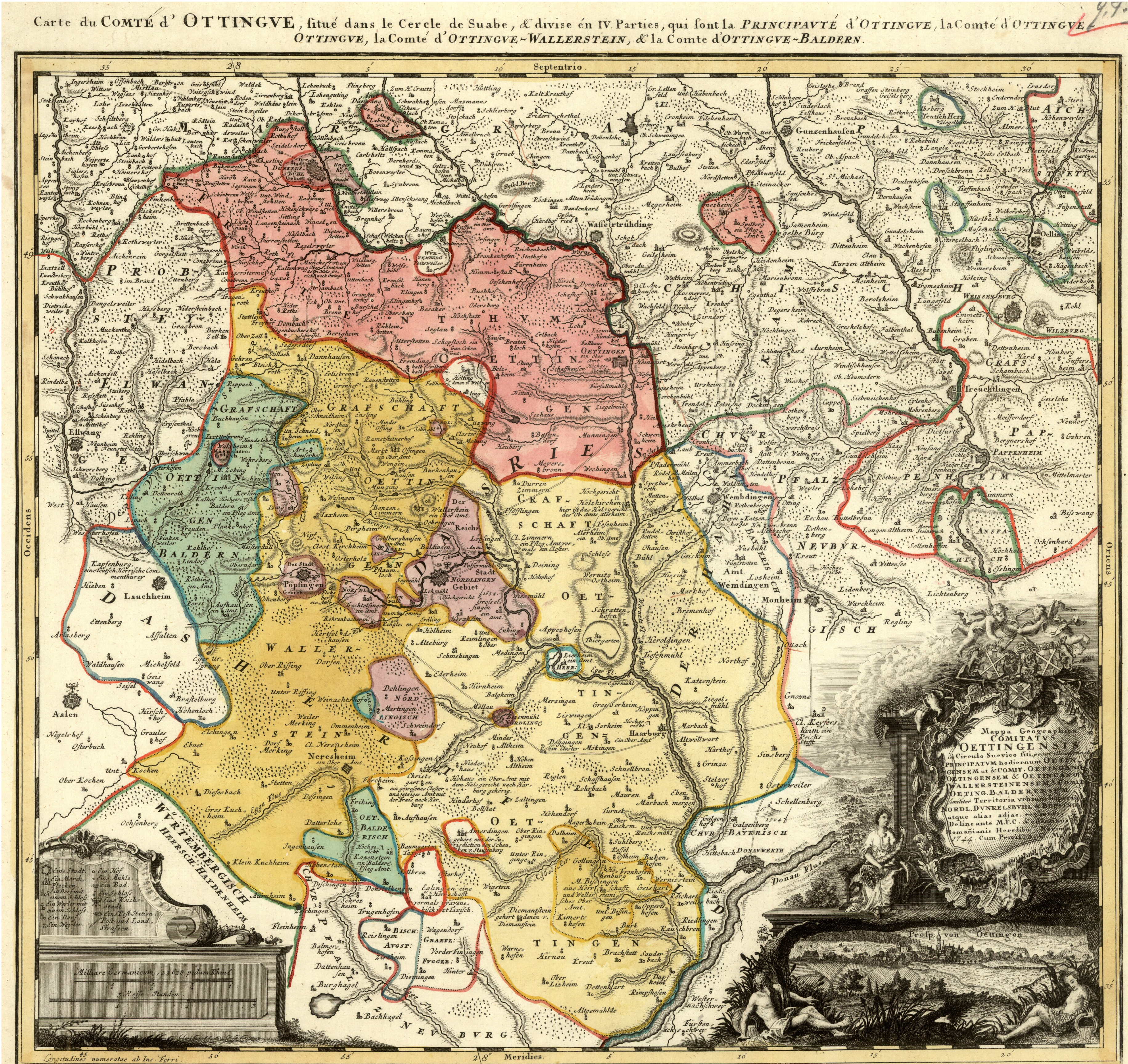
Karte mit den Territorien des Hauses Oettingen Mitte des 18. Jahrhunderts: Fürstentum Oettingen-Spielberg (rosa) und die Grafschaften Oettingen-Wallerstein(gelb und hellgelb) und Oettingen-Baldern (grün). Gezeigt werden auch (lila) die Gebiete der freien Reichsstädte Nördlingen (mit einem halben Dutzend Exklaven), Bopfingen und Dinkelsbühl.

### Besitzverhältnisse
Das Haus Oettingen wurde 1694 in drei Teilgrafschaften aufgespalten:
- die Linie Oettingen-Spielberg;
- die Linie Oettingen-Wallerstein (gefürstet 1774);
- die Linie Oettingen-Baldern.

Die zum schwäbischen Reichskreis gehörige Grafschaft Oettingen-Spielberg war untergliedert in die Oberämter Aufkirchen, Dürrwangen, Mönchsroth, Oettingen und Spielberg, das Pflegamt Hochaltingen und die reichsritterschaftliche Herrschaft Schwendi. Dazu kam die Landeshoheit über die Johanniterkommende Kleinerdlingen und die Untertanen des Regensburger Klosters St. Clara in Utzwingen. Die knapp 20.000 Einwohner lebten in der Stadt Oettingen, in 64 Dörfern, 24 Weilern und 26 Höfen auf einer Fläche von ungefähr 500 Quadratkilometern.

### Werdegang
Weil sein Vater durch die Hochzeit mit Maria Johanna Margarethe von Schwendi, die die Erbgüter Schwendi und Achstetten einbrachte, die finanzielle Basis seines Hauses Spielberg verbreitern konnte, leistete er sich noch weitere Zukäufe, dies führte zur Erhebung in den Fürstenstand.
Johann Aloys I. zu Oettingen-Spielberg konnte nach der Erbschaft ab 1737 die Erwerbspolitik seines Vaters fortsetzen und erwarb 1742 die Güter der säkularisierten Benediktinerabtei Mönchsroth und 1764 die Herrschaft Hochaltingen.
Nachdem er nur Töchter als Nachkommen hatte und seine Ehefrau eine Woche nach der Geburt der dritten Tochter verstorben war, wurde die Regierung des Fürstentums an seinen Neffen Johann Aloys II. zu Oettingen-Oettingen und Oettingen-Spielberg (* 16. April 1758 in Schwendi; † 27. Juni 1797 in Neuburg an der Donau) vererbt.